# Aes Sedai
De Aes Sedai zijn een fictieve orde uit de epische fantasyserie Het Rad des Tijds geschreven door de Amerikaanse schrijver Robert Jordan. De serie gaat over vijf mensen uit het vredige dorpje Emondsveld die het middelpunt worden van een vernietigende reeks gebeurtenissen die de wereld veranderen. 
De Aes Sedai ('dienaar van allen' in de oude spraak) is een orde of groepering van geleiders en/of geleidsters van de Ene Kracht, die deze leren beheersen en gebruiken om de wereld te verbeteren. Hun symbool is een cirkel die half wit en half zwart is, gescheiden door een golvende lijn; deze twee helften stellen de gelijke en tegengestelde krachten van Saidin en Saidar voor (de twee delen van de Ene Kracht) en vormen beiden de helft van de Ware Bron.

## De Eeuw der Legenden
In de utopische samenleving tijdens de Eeuw der Legenden, waren de Aes Sedai op talloze plaatsen en in talloze beroepen te vinden. Verschillende beroepen werden echter door Aes Sedai gedomineerd. Zo waren alle helers geleiders. Zij werden de 'Herstellers' genoemd, en konden met de Ene Kracht veel meer genezen dan met medicijnen. De Aes Sedai streefde ernaar om de wereld te dienen en de levens van de mensen te verbeteren door hun individuele grote werken. Voor gezamenlijke werken werden de Aes Sedai door de 'Zaal der Dienaren' opgeroepen om hun taak neer te leggen om met hun verworven vaardigheden en kracht een bijdrage te leveren.
De Aes Sedai hadden in de Eeuw der Legenden een tamelijk losse organisatievorm. In hoeverre die organisatie een deel van een wereldregering was, is niet bekend. Zij bezaten wel een eigen interne bestuursstructuur door middel van de Zaal der Dienaren, die het hart van de organisatie was. Deze zaal bestuurde de Aes Sedai, legde regels vast en oefende toezicht uit voor alle geleiders en geleidsters. Degene die gekozen werd om het gilde te leiden werd de 'Eerste onder de Dienaren' genoemd, en mocht plaatsnemen op de 'Hoge Zetel' van de Zaal der Dienaren. Deze grote Zaal der Dienaren stond in de hoofdstad Paaran Disen.

## De Oorlog van de Schaduw
Ondanks alle goede werken die de Aes Sedai tijdens de Eeuw der Legenden uitvoerden is hun nootlottige onderzoeksproject naar de 'Ware Bron' het bekendst, omdat het het einde van het tijdperk veroorzaakte. Een onderzoeksteam ontdekte een dunne plek in het Patroon van de Ene Kracht, die een ongedeelde bron van de Ene Kracht scheen te bedekken. De energie die zich daar bevond, leek de gewone beperkingen van de Ene Kracht niet te kennen. Het team boorde een gat in deze plek en veroorzaakte de Bres, een opening waar vanuit de Duistere die buiten de schepping was gehouden de wereld kon betreden.
Sindsdien heeft het kwaad de wereld betreden, zoals de wrede Trolloks en de angstaanjagende Myrddraals. Dit leidde tot de Oorlog van de Schaduw, waarin een flink aantal Aes Sedai overliepen naar de zijde van de Duistere. De dertien krachtigste hiervan worden de Verzakers genoemd. De machtigste Aes Sedai die op de 'Hoge Zetel' zat was in die dagen Lews Therin Telamon, Heer van de Morgen, die bekend werd als de Draak. Onder zijn leiding werd er gestreden tegen de duistere krachten. Lews Therin stelde voor om een directe aanval op de Bres zelf te doen en deze opnieuw te verzegelen en de toegang van de Duistere tot de wereld af te snijden. Met behulp van de Ene Kracht werden zeven onverwoestbare cuendillarschijven gemaakt, die de Bres moesten verzegelen. Ondanks tegenstand tegen het plan zette Lews Therin de geplande aanval in en de operatie slaagde: Lews Therin en zijn Honderd Gezellen verzegelde de Bres bij Shayol Ghul, waardoor de Duistere en de Verzakers wederom buiten de wereld kwamen te staan.

## Het Breken van de Wereld
Tijdens de verzegeling van de Bres werd de mannelijke helft van de Ene Kracht echter besmet en sindsdien kan geen enkele man de Ene Kracht meer geleiden zonder dat hij krankzinnig wordt. Of dit een opzettelijke daad van de Duistere was of een nevengevolg van zijn pogingen om de verzegeling van de Bres te voorkomen, zal men wellicht nooit weten. Het leidde echter tot de grootste rampspoed en chaos in de geschiedenis van de Wereld van het Rad; het Breken van de Wereld, of de Tijd van Waanzin.
De ongecontroleerde waanzin van de mannelijke Aes Sedai veroorzaakte een totale chaos. Toen uiteindelijk de laatste Aes Sedai door zijn waanzin stierf was de wereld totaal veranderd. De grote steden waren van de aarde weggevaagd. De zeeën waren verplaatst of verdampt. De bevolking was herleid tot een klein deel van wat vroeger leefde. De grootste werken van de mensheid waren verdwenen en de mensen keerden terug naar een simpel bestaan. Door de waanzin van Lews Therin Telamon verrees ten slotte de Drakenberg. Lews Therin wordt hierna de Draak genoemd en volgens de Voorspellingen van de Draak zal hij wederkeren als de Duistere uitbreekt, om Tarmon Gai'don, de Laatste Slag, te strijden.

## De Witte Toren
Het Breken van de Wereld had ook een grote invloed op de vrouwelijke Aes Sedai. Veel kennis en talent is verloren gegaan, evenals de oude organisatie. Op de eiland-stad Tar Valon werd in 98 NB begonnen met de bouw van de Witte Toren. Dit zou de centrale zetel van de Aes Sedai zou worden in de Wereld na het Breken. Deze nieuwe Aes Sedai organisatie bestond sindsdien alleen nog uit vrouwen, en een van de belangrijkste taken die zij zich oplegde was de speurtocht naar mannen met de gave om de Ene Kracht te geleiden. Deze mannen werden gestild (ofwel: 'van de Ware Bron afgesneden') om hun waanzinnige vernietigingsdrang te voorkomen.
Ook de positie van de Aes Sedai was veranderd. Omdat zij verantwoordelijk waren voor het Breken van de Wereld worden zij vaak gewantrouwd en wordt de Ene Kracht niet langer als iets positiefs gezien. Een organisatie als de Kinderen van het Licht bestempelen de Aes Sedai als Duistervrienden, en op het continent Seanchan worden de vrouwen die de Ene Kracht konden geleiden geketend en de mannen met het talent tot geleiden gedood.
De nieuwe machtsbasis van de Aes Sedai krijgt, ondanks alle wantrouwen, echter wel weer een enorme en langdurige invloed op de wereld. Dankzij de nieuwe macht en steun van de Witte Toren worden de Aes Sedai vrouwen niet het slachtoffer van een heksenjacht. Integendeel: de Aes Sedai zorgen ervoor dat vorsten en vorstinnen regelmatig gediend worden door een Aes Sedai raadgeefster. De politieke kracht van de Aes Sedai is net als tijdens de Eeuw der Legenden groot, maar duidelijk veranderd. De Aes Sedai zijn bovenal dienaren van de Witte Toren geworden.

## De Opleiding tot Aes Sedai
In het nieuwe tijdperk zoeken de Aes Sedai actief naar meisjes met de gave om hun aantal te vergroten. Als bij een meisje ontdekt wordt dat ze aanleg heeft om te kunnen geleiden of om het geleiden te leren, wordt ze naar de Witte Toren gebracht of gestuurd om enkele jaren van zorgvuldige opleiding te ontvangen. De meisjes beginnen als Novice, waarna ze een beproeving moeten afleggen om een Aanvaarde te worden. Dan krijgt ze een ring in de vorm van het Grote Serpent, het teken van de zusterschap van de Aes Sedai. 
Meestal duurt het daarna nog vele jaren voor een Aanvaarde verheven wordt tot de rang van volwaardige Aes Sedai. Ook hiervoor moet ze een beproeving doen, waarna ze het recht heeft om de stola van de Aes Sedai te dragen en een Ajah (een orde binnen de organisatie) te kiezen. De nieuwe Aes Sedai moet echter wel eerst de Drie Geloften zweren op de Eedstaf. Deze staf is een Ter'angreaal die een eed bindend maakt. De drie geloften zijn:
1. Ik beloof geen enkel onwaar woord te spreken.
2. Ik beloof geen enkel wapen te maken waarmee iemand een ander kan doden.
3. Ik beloof nooit de Ene Kracht als wapen te gebruiken dan tegen het schaduwgebroed, of als laatste middel om mijn leven, dat van mijn zwaardhand of een andere Aes Sedai te redden.

Ook krijgen de nieuwe Aes Sedai vrouwen het recht om een Zwaardhand te binden. Hoewel de meeste Ajahs stellen, dat een zuster slechts een zwaardhand mag binden, is dit geen vaste regel. Rode zusters binden nooit een zwaardhand en Groenen binden er zoveel als ze willen. De binding komt tot stand met de Ene Kracht en schept een blijvende band tussen de zwaardhand en de Aes Sedai. De zwaardhand wordt ook wel Gaidin genoemd, ofwel 'Broeder in de Strijd'. De binding geeft hem de gave van een snelle genezing, extra krachten en de vaardigheid om de smet van de Duistere te voelen. Hij kan ook bepaalde dingen voelen van zijn Aes Sedai, of ze gewond is of sterft.

## De Zaal van de Toren
De Witte Toren wordt bestuurd door de Zaal van de Toren. Deze bestaat uit de 'Gezetenen' van elke Ajah, de Hoedster van de Kronieken en de Amyrlin Zetel. De Amyrlin zetel leidt de Zaal en wordt voor het leven gekozen door die zaal. Zij is het hoofd van de Witte Toren en is lid van alle Ajahs, wat te zien is aan de zeven kleuren op haar stola. De macht van de Amyrlin Zetel wordt echter bepaald door de Zaal en haar mogelijkheden om de Zaal te leiden. Het is een politiek van 'geven en nemen'. 
Voorstellen kunnen op twee manieren door de Zaal worden aangenomen: met de lage instemming en met de hoge instemming. Bij de lage instemming moeten minimaal elf Gezetenen aanwezig zijn en moeten daarvan twee derde voor het voorstel stemmen. Bij de hoge instemming moet er minstens een Gezetene van elke Ajah aanwezig zijn, en moet het voorstel door alle worden aangenomen. Er is echter een uitzondering; wanneer een Amyrlin Zetel of Hoedster wordt afgezet. In dat geval wordt de vroegere Ajah van de Amyrlin of Hoedster niet uitgenodigd.

## De Ajahs
De Ajahs zijn de zeven ordes van de Aes Sedai, die ieder een specifieke filosofie over het gebruik van de Ene Kracht en over de doelstellingen van de Aes Sedai hebben. Elke Ajah heeft een eigen (deels geheime) plan, regeringswijze en tradities. Ze hebben alle drie Gezetenen in de Zaal van de Toren om de orde te vertegenwoordigen. Daarnaast hebben ze een eigen overste en/of bestuursraad, maar de overste van een Ajah hoeft niet noodzakelijk ook een Gezetene te zijn. 
De zeven Ajahs zijn: 
1. De Rode Ajah, die als voornaamste doel heeft om de bevolking te beschermen tegen alle mannen die de Ware Bron kunnen aanraken.
2. De Blauwe Ajah, die gerechtigheid nastreeft en zich bekwamen in politiek en bestuur.
3. De Bruine Ajah, die zich wijdt aan het zoeken naar en behouden van kennis.
4. De Groene Ajah, die de strijdende Ajah wordt genoemd en zich klaarmaakt voor Tarmon Gai'don.
5. De Gele Ajah, die zich wijdt aan het helen van ziekten en verwondingen.
6. De Grijze Ajah, die zoekt naar harmonie en overeenstemming; zij zijn de 'bemiddelaars' van de Witte Toren.
7. De Witte Ajah, die zich wijdt aan de filosofie en zoeken naar de waarheid.

Hiernaast bestaat er de zo genaamde Zwarte Ajah die de Duistere dient. Ze bestaat uit leden van de verschillende Ajahs, maar veel mensen betwijfelen hun bestaan.

## Breken van de Toren.
Wanneer de Herrezen Draak Rhand Altor opgestaan is en achtereenvolgens Tyr (Rad des Tijds), de Aiel, Cairhien en Caemlin veroverd breekt er in de Toren een opstand uit tegen de heersende Amyrlin Zetel, Siuan Sanche.
Elaida wordt verheven tot de nieuwe Amyrlin van de Witte Toren, maar vele Aes Sedai vluchtte weg voor haar.
Deze rebellen verzamelen zich vervolgens in Salidar, een dorp in Altara, verlaten na de Witmanteloorlog, en kiezen een eigen Zaal van de Toren, en een eigen Amyrlin in de persoon van Egwene Alveren.
De Andoraanse heer Garet Brin wordt ingehuurd om een leger op te bouwen dat Elaida van de Amyrlinzetel moet stoten.
Bovendien ontdekken de Aes Sedai in Salidar - met hulp van een gedwongen Verzaker Moghedien - enkele verloren gegane talenten zoals het Reizen en het maken van een Ter'angreaal.
Bovendien is duidelijk dat de invloed van de Zwarte Ajah in de Witte Toren veel dieper geworteld is dan in Salidar: de Hoedster der Kronieken van Elaida, Alviarin, is van de Zwarte Ajah.
Ondertussen is echter ook bekend dat de persoonlijke masseur van Egwene in werkelijkheid de Verzaker Aran'gar is.
De Salidar Aes Sedai belegeren Tar Valon, en zelfs wanneer Egwene door Elaida trouwe zusters wordt gevangengenomen blijven ze Tar Valon belegeren.
De uitkomst van de strijd is nog niet kenbaar gemaakt.